# Ahmed ibn Abdulah Marvazi
Ahmed ibn Abdulah Marvazi je umro između 864. i 873. godine. Poznat je pod pseudonimom Habš Hasib, i jedan je od renomiranih iranskih matematičara i astronoma. Živeo je u doba abasidskog kalifa Mamuna i njegovog naslednika Mutasima.‍:str. 260. Poreklom je iz Merva, ali je usled posebnih naučnih i političkih okolnosti živeo u pestonici, u Bagdadu.
Svoja glavna astronomska istraživana sproveo je između 824. i 835. godine, kada je u Bagdadu mogao sasvim slobodno da radi u centralnoj državnoj opservatoriji.‍:str. 260.
Marvazi je ustanovio odgovarajuće formule i funkcije koje su mu pomogle da se približi rešenjima u vezi sa problematikom sferne astronomije i pretvrobe mernih jedinica u toj oblasti, kao i u vezi sa preciznim merenjem vremena te još nekim značajnim astronomskim pitanima. Njegove inovativne funckije prihvaćene su kao merilo validnosti svih kasnijih horoskopa i astronomskih tabela. Iako je u osnovnim naučnim smernicama sledio Ptolomejevu tradiciju, ovaj astronom je u svojoj čuvenoj „Sunčevoj teoriji“ izneo nove metode za merenje Sunčevog prilogođavanja i sravnjenja vremena, kojih su se budući astronomi rado pridržavali. Osim toga, u svojoj „Mesečevoj teoriji“, Marvazi je na osnovu dva različita kretanja Meseca — kretanje oko svoje ose i kretanje oko Zemlje — formulisao nekolilko generičkih tabela za merenje raznih godišnjih, mesečnih i dnevnih perioda, kao i za preciznije analizirane mernih jedinica za vreme, poput sata i njegovih razlomaka. Među njegovim najvažnijim teorijama možemo izdvojiti teoriju o merenju astronomske širine Meseca i ostalih nebesih tela. On je takođe opširno pisao o ranim karakteristikama nebeskih tela, kao i o uglovima pod kojima ih astronom može gledati. Zahvaljujući svom mukotrpnom istraživačkom radu, ovaj slavni astronom ostavio je za sobom značajna dela o razotkrivanju početka novog lunarnog perioda na osnovu opažanja mladog meseca.‍:str. 260–261.

## Dela
Marvazijeva naučna dela potvrđuju da su njegova istraživanja umnogome doprinela usvršavanju površinske i sferne trigonometrije. On je odlično poznavao razne trigonometrijske funkcije, poput sinusa, kosinusa, tangensa i kotangnsa, i uspešno ih upotrebljavao u funkcijama sferne trigonometrije.
Napisao je brojna astronomska dela sa matematičkim usmerenjem iz kojih izdvajamo az-Zidž ad-Damaski [Damaskijski horoskop] i az-Zidž al-Mamuni [Mamunov horoskop]. Marvazi je napisao i čuvenu knjigu Kitabun fi marifa al-kureti va al-amali biha  [O sfernim funkcijama i njihovoj upotrebi]. Jedan prepis te knjige danas se čuva u Istanbulu. Deo istoričara smatra da je i čuvena knjiga ad-Dava'ir as-salas al-mumasa va kejfijat a-usal (al-itisal) ispisana perom ovog renomiranog matematičara iz IX veka.‍:str. 210–211.